# دراخوو
دراخوو (به چکی: Dráchov) یک منطقهٔ مسکونی در جمهوری چک است که در منطقه تابور واقع شده‌است. دراخوو ۹٫۷۳ کیلومتر مربع مساحت و ۲۴۹ نفر جمعیت دارد و ۴۱۰ متر بالاتر از سطح دریا واقع شده‌است.